# Andrew Beatty
Andrew Beatty (* 19. Jh.; † 19. Dezember 1934) war ein englischer Unternehmer.

## Leben
Andrew Beatty, zu jener Zeit als Buchhalter tätig, gründete am 12. Januar 1909 zusammen mit George Balfour das Unternehmen Balfour Beatty plc mit einem eingetragenen Kapital von 50.000 GBP. Der erste Firmensitz war 22a College Hill nahe der Cannon St Station in London. Es sollte ein „Unternehmen für Ingenieurwesen, Betreiber für Schienenverkehrs- und Beleuchtungsanlagen sowie der Förderung neuer Unternehmungen“ sein.
In Deutschland ansässig war die Balfour Beatty Rail GmbH in München und die Balfour Beatty Rail Signal GmbH in Staßfurt.